# 蘇通長江公路大橋
蘇通長江公路大橋（そつうちょうこうこうろだいきょう、中: 苏通长江公路大桥）は、中華人民共和国江蘇省常熟市と南通市を結ぶ、世界第2位（建設中の橋を除く）の主径間長を誇る斜張橋である。

## 概要
橋の全長は約32キロメートル。長江にかかる部分の長さは8146mである。日本の多々羅大橋を抜いて、世界最大の斜張橋となったが、2016年8月現在ではロシアのルースキー島橋が第1位となっている。また、世界最大の橋脚規模に加え、メインスパン、メインタワー、最長ケーブルでも4つの新記録を樹立した。試験運用では1日あたりの通行台数が2万6000台に達した。開通により、江蘇沿海部のアクセスが向上し、所要時間も大幅に短縮された上、南通市から上海市への移動にかかる所要時間もフェリーに比べ、大幅に短縮された。